# Campionatul Regional de Fotbal al României 1951
Campionatul Regional 1951 a fost cel de-al 23-lea sezon al Campionatului Regional de Fotbal al României, primul ca nivel al treilea al sistemului de ligi ale fotbalului românesc.

## Format
În acest sezon al Campionatului Regional de Fotbal al României, au fost 28 de serii. Numărul de echipe dintr-o serie au fluctuat de la 8 la 16 echipe.

### Playofful de promovare
Douăzeci și opt de echipe campioane regionale au participat la play-off-ul pentru promovarea în Divizia B 1952.
Cele douăzeci și opt de echipe au fost împărțite în patru grupe a câte șapte fiecare, în funcție de criterii geografice, o echipă s-a calificat direct în runda a doua.
Barajul pentru promovare s-a jucat în runde eliminatorii în sistem tur-retur, iar meciurile care s-au încheiat la egalitate au fost reluate într-un al treilea joc pe teren neutru. Câștigătorii fiecărei grupe au promovat.

## Campionate regionale
| Est - Bacău (BC) - Bârlad (BD) - Botoșani (BT) - Galați (GL) - Iași (IS) - Putna (PT) - Suceava (SV) | Sud - Argeș (AG) - București (B) - Buzău (BZ) - Constanța (CT) - Ialomița (IL) - Prahova (PH) - Teleorman (TR) | Vest - Arad (AR) - Dolj (CJ) - Gorj (GJ) - Hunedoara (HD) - Severin (SR) - Timișoara (TM) - Vâlcea (VL) | Nord - Baia Mare (BM) - Bihor (BH) - Cluj (CJ) - Mureș (MS) - Rodna (RD) - Sibiu (SB) - Stalin (ST) |

## Clasamentul campionatelor

### Regiunea Prahova
| Loc | Echipa                                  | MJ | V  | E | Î | GM | GP | DG  | Pct | Calificare sau retrogradare          |
| --- | --------------------------------------- | -- | -- | - | - | -- | -- | --- | --- | ------------------------------------ |
| 1   | Flacăra Poiana Câmpina (Q)              | 14 | 10 | 2 | 2 | 46 | 11 | +35 | 22  | Calificare în Playofful de promovare |
| 2   | Partizanul Rafinăria Teleajen           | 14 | 8  | 3 | 3 | 36 | 19 | +17 | 19  |                                      |
| 3   | Partizanul Târgoviște                   | 14 | 7  | 1 | 6 | 31 | 24 | +7  | 15  |                                      |
| 4   | Partizanul Uzina Moreni                 | 14 | 6  | 2 | 6 | 32 | 27 | +5  | 14  |                                      |
| 5   | Metalul Banloc Florești                 | 14 | 5  | 3 | 6 | 29 | 26 | +3  | 13  |                                      |
| 6   | Constructorul Fieni                     | 14 | 5  | 2 | 7 | 19 | 28 | −9  | 12  |                                      |
| 7   | Partizanul AC Câmpina                   | 14 | 4  | 2 | 8 | 18 | 34 | −16 | 10  |                                      |
| 8   | Partizanul Minerul Filipeștii de Pădure | 14 | 1  | 5 | 8 | 11 | 53 | −42 | 7   |                                      |

## Playoff de promovare

### Prima rundă
Meciurile s-au disputat pe 7 și 14 octombrie 1951.
Regiunea 1 (Est)
- Flamura Roșie Botoșani (BT)	2–14	(SV) Dinamo Fălticeni	1–6	1–8
- Dinamo Iași (IS)	5–8	(BC) Flamura Roșie Bacău	3–6	2–2
- Dinamo Bârlad (BD)	1–4	(PT) CSA Tecuci	1–1	0–3

Regiunea 2 (Sud)
- Spartac Curtea de Argeș (AG)	2–5	(PH) Flacăra Poiana Câmpina	2–1	0–4
- Locomotiva PCA Constanța (CT)	6–2	(IL) Dinamo Călărași	2–2	4–0
- Dinamo 8 București (B)	6–2	(TR) Spartac Turnu Măgurele	6–0	0–2

Regiunea 3 (Vest)
- Progresul Râmnicu Vâlcea (VL)	2–5	(DJ) Locomotiva Craiova	2–3	0–2
- Locomotiva Turnu Severin (GJ)	3–2	(HD) Metalul Hunedoara	3–2	0–0
- Flacăra Anina (SR)	1–4	(TM) Metalul Timișoara	1–2	0–2

Regiunea 4 (Nord)
- Metalul Oradea (BH)	9–3	(BM) Metalul Satu Mare	7–2	2–1
- Progresul Bistrița (RD)	0–4	(MS) Avântul Reghin	0–1	0–3
- Metalul Făgăraș (SB)	7–4	(ST) Locomotiva Orașul Stalin	5–0	2–4

### Runda secundă
Meciurile s-au jucat pe 21 și 28 octombrie 1951.
Regiunea 1 (Est)
- Flamura Roșie Bacău (BC) 4–2 (SV) Dinamo Fălticeni 2–1 2–1
- Metalul Brăila (GL) 1–0 (PT) CSA Tecuci 1–0 0–0

Regiunea 2 (Sud)
- Dinamo 8 București (B) 7–3 (BZ) Spartac Buzău 1–3 6–0
- Locomotiva PCA Constanța (CT) 3–5 (PH) Flacăra Poiana Câmpina 3–1 0–2 0–2[a]

Regiunea 3 (Vest)
- Locomotiva Turnu Severin (GJ) 5–2 (DJ) Locomotiva Craiova 1–2 4–0
- Constructorul Arad (AR) 4–3 (TM) Metalul Timișoara 3–2 1–1

Regiunea 4 (Nord)
- Metalul Oradea (BH) 4–2 (MS) Avântul Reghin 4–0 0–2
- Flamura Roșie Cluj (CJ) 6–2 (SB) Metalul Făgăraș 5–0 1–2

### A treia rundă
Meciurile s-au jucat pe 4 și 11 noiembrie 1951.
Regiunea 1 (Est)
- Flamura Roșie Bacău (BC) 4–3 (GL) Metalul Brăila 2–0 0–2 2–1

Regiunea 2 (Sud)
- Dinamo B București (B) 2–5 (PH) Flacăra Poiana Câmpina 2–0 0–5

Regiunea 3 (Vest)
- Locomotiva Turnu Severin (GJ) 3–1 (AR) Constructorul Arad 1–0 2–1

Regiunea 4 (Nord)
- Metalul Oradea (BH) 2–1 (CJ) Flamura Roșie Cluj 0–1 2–0